# Johann Benjamin Gross
Pour les articles homonymes, voir Gross.
Johann Benjamin Groß (également sous cette forme Johann Benjamin Gross) est un violoncelliste et compositeur allemand, né à Elbing le 12 septembre 1809 et mort à Saint-Pétersbourg le 1er septembre 1848, emporté par le choléra.

## Biographie
Johann Benjamin Gross a grandi à Elbing (Elblag aujourd'hui) en Prusse orientale, et a reçu ses premières leçons de musique de son père, Georg G. Gross. À Berlin, il a ensuite reçu sa formation de violoncelliste de musique de chambre avec Ferdinand Hansmann, un élève de Jean-Pierre Duport.
En 1824, Gross a obtenu son premier emploi à l'orchestre du Théâtre de Königsstadt à Berlin. En 1830, il a été premier violoncelle solo de l'Orchestre du Gewandhaus de Leipzig et est entré dans le cercle de musique de Felix Mendelssohn Bartholdy et Friedrich Wieck, dont la fille Clara a épousé Robert Schumann. En 1833, il a été brièvement violoncelliste dans l'orchestre du théâtre de Magdebourg. Son ami, le mécène baron Karl Eduard von Liphart, l'a engagé par la suite à Dorpat (aujourd'hui Tartu) en Estonie aujourd'hui pour son quatuor dirigé par Ferdinand David, qui s'est séparé après une période très productive en 1834.
En 1835 Gross est allé à Saint-Pétersbourg et a été premier violoncelle solo de l'orchestre de la cour impériale avec le titre de « musicien de chambre impériale ». Les virtuoses du violon Heinrich Wilhelm Ernst et Henri Vieuxtemps l'appréciaient comme violoncelliste de quatuor. Il a également travaillé en tant que professeur de violoncelle et composé plus de 40 œuvres de musique, dont beaucoup sont destinées à son instrument. Le 1er septembre 1848, il est mort du choléra à Saint-Pétersbourg.
Gross s'est marié en 1835 avec Catharina von Witte de Réval (aujourd'hui Tallinn), avec qui il a eu trois filles, dont une est décédée jeune. Les deux autres filles étaient Amalie et Dorothea Maria. Dorothea Maria (* 1838 à Reval) a ensuite déménagé à Lübeck et y épousa en 1860 Gottlieb Ferdinand Johannes Dahlberg, avec qui elle a eu quatre enfants. Un de ses fils est allé aux États-Unis, où il s'est marié dans une famille de pianistes et a été lui-même considéré comme un bon musicien.

## Œuvres

### Musique orchestrale
- Concerto pour violoncelle en Forme d'un Concertino op. 14 en ré mineur
- Larghetto und Variationen für Violoncello mit Orchesterbegleitung op. 28
- Concerto pour violoncelle op. 31
- Concerto pour violoncelle op. 38 en ut majeur
- Concerto pour violoncelle (1834)
- Ballade pour violoncelle avec orchestre op. 40

### Œuvres chorales
- Vier Männerchöre op. 27
- Männerchor op. 29

### Violoncelle et piano
- Sonate pour violoncelle et piano op. 7
- Divertissement pour violoncelle avec accompagnement de piano op. 8
- Rhapsodies pour violoncelle et piano op. 12
- Lyrische Stücke für Cello mit Klavierbegleitung op. 26
- Sérénade pour violoncelle et piano op. 32
- Rhapsodie pour violoncelle et piano op. 33
- Deux Solos pour violoncelle avec accompagnement de piano op. 43
- Duo brillant nach Motiven aus Meyerbeers Oper „Die Hugenotten“ pour violoncelle et piano op. 36

### Duos de violoncelles
- Capriccio über ein Thema aus Méhuls Oper „Joseph in Ägypten“ pour violoncelle et basse op. 6
- Zwei leichte Duette ohne Daumen-Einsatz mit Bezeichnung der Lagen pour 2 violoncelles op. 5
- Vier amüsante und leichte Stücke ohne Daumenlage pour 2 violoncelles op. 10
- Execitien in Form von Variationen über die russische Volkshymne „Schütze den Kaiser Gott“ pour 2 violoncelles op. 34
- 24 leichte Duos pour 2 violoncelles op. 42

### Autre musique de chambre
- Quatuor à cordes nº 1 op. 9
- Quatuor à cordes nº 2 op. 16
- Konzertvariationen über ein Thema aus Meyerbeers Oper „Die Hugenotten“ mit Streichquartett op. 30
- Quatuor à cordes nº 3 op. 37
- Quatuor à cordes nº 4 op. 39
- Variationen über eine Barcarole op. 24
- Etüde für Violoncello ohne Daumenaufsatz op. 42
- Elemente des Violoncellspiels, op. 36
- Souvenir de la Pologne für Gitarre und Cello (1834)

### Lieder
- Lieder op. 1
- Lied op. 2
- Lieder op. 25
- Lieder op. 26
- Lieder op. 35
- Russisches Lied

## Enregistrement
- Quatuor à cordes, Quatuor Mosaïques, La Borie, 2010.